# Zrąbienie
Zrąbienie (Chrysobothrini) – plemię chrząszczy z rodziny bogatkowatych i podrodziny Buprestinae.
Takson ten wprowadzony został w 1837 roku przez Hippolyte’a Louisa Gory’ego i François-Louisa Laporte’a pod nazwą Chrysobothrites. Współcześnie zalicza się do niego ponad 770 opisanych gatunków zgrupowanych w sześciu rodzajach:
- Afrabothris Théry, 1936
- Chrysobothris Eschscholtz, 1829 – zrąbień
- Colobogaster Solier, 1833
- Hoscheckia Théry, 1925
- Knowltonia Fisher, 1935
- Sphaerobothris Semenov-Tian-Shanskij & Rikhter, 1934

Ponad 700 gatunków należy do kosmopolitycznego rodzaju zrąbień. Afrabothris i Hoscheckia ograniczone są do krainy etiopskiej, a Knowltonia do Nearktyki.
W zapisie kopalnym przedstawiciele plemienia znani są od jury.